# Актас (Байдібека район)
Акта́с (каз. Ақтас) — село у складі району Байдібека Туркестанської області Казахстану. Адміністративний центр Борлисайського сільського округу.
Населення — 890 осіб (2021; 1105 у 2009, 1036 у 1999, 1112 у 1989).